# Джон Стюарт (політик)
Джон Стюарт (John F. Stewart, 1870 — 1958) — шотландський політичний діяч, за фахом лісовий інженер, голова Шотландської Ліги Європейської Свободи, пропагатор ідеї визволення поневолених Москвою народів, зокрема України. Автор численних статей і кількох брошур, у тому числі «Український визвольний рух за новіших часів», «Національна проблема в Радянському Союзі» тощо.